# José Manuel Fernández Reyes
José Manuel Fernández Reyes (Córdoba, Andalucía, España, 18 de noviembre de 1989) es un futbolista español. Juega como lateral derecho y su equipo actual es el AEK Larnaca de la Primera División de Chipre.

## Trayectoria
Formado en las categorías inferiores del Córdoba Club de Fútbol, ascendió al filial para la temporada 2008-09 y hacia la mitad de la temporada 2010-11 comenzó a aparecer en las alineaciones de la primera plantilla de la ciudad califal, disputando esa campaña 8 partidos de liga. En la temporada 2011-12 se consolidó como futbolista de la primera plantilla, llegando a disputar la fase de ascenso a la Primera División de España, donde cayeron eliminados los cordobeses en la primera eliminatoria contra el Real Valladolid. Fernández cuajó una gran temporada y despertó el interés de diversos clubes de la máxima categoría del fútbol español. El 17 de enero de 2013 se hizo oficial el fichaje por el Real Zaragoza del también andaluz Manolo Jiménez.
El 7 de agosto de 2015 fichó por el Real Oviedo, que militaba en la Liga Adelante. Al finalizar la temporada 2016-17 rescindió el contrato con el Real Oviedo y el 2 de julio de 2017 se anunció su fichaje por el Córdoba Club de Fútbol por 4 temporadas. Tras rescindir su contrato con el conjunto cordobés, en enero de 2020 se marchó al AEK Larnaca chipriota.

## Estadísticas
Actualizado a 4 de julio de 2017
| Córdoba C. F. "B" · España | 3.ª           | 2008-09       | 16  | 0 | —  | — | — | — | 16  | 0 |
| Córdoba C. F. "B" · España | 3.ª           | 2009-10       | 27  | 0 | —  | — | — | — | 27  | 0 |
| Córdoba C. F. "B" · España | 3.ª           | 2010-11       | 14  | 0 | —  | — | — | — | 14  | 0 |
| Córdoba C. F. "B" · España | Total club    | Total club    | 57  | 0 | 0  | 0 | 0 | 0 | 57  | 0 |
| Córdoba C. F. · España | 2.ª           | 2010-11       | 8   | 0 | 2  | 0 | — | — | 10  | 0 |
| Córdoba C. F. · España | 2.ª           | 2011-12       | 34  | 0 | 5  | 0 | — | — | 39  | 0 |
| Córdoba C. F. · España | 2.ª           | 2012-13       | 16  | 0 | 5  | 0 | — | — | 21  | 0 |
| Córdoba C. F. · España | Total club    | Total club    | 58  | 0 | 12 | 0 | 0 | 0 | 70  | 0 |
| Real Zaragoza · España | 1.ª           | 2012-13       | 11  | 0 | 1  | 0 | — | — | 12  | 0 |
| Real Zaragoza · España | 2.ª           | 2013-14       | 21  | 0 | —  | — | — | — | 21  | 0 |
| Real Zaragoza · España | 2.ª           | 2014-15       | 40  | 2 | —  | — | — | — | 40  | 2 |
| Real Zaragoza · España | Total club    | Total club    | 72  | 2 | 1  | 0 | 0 | 0 | 73  | 2 |
| Real Oviedo · España | 2.ª           | 2015-16       | 19  | 0 | 1  | 0 | — | — | 20  | 0 |
| Real Oviedo · España | 2.ª           | 2016-17       | 28  | 0 | —  | — | — | — | 28  | 0 |
| Real Oviedo · España | Total club    | Total club    | 47  | 0 | 1  | 0 | 0 | 0 | 48  | 0 |
| Córdoba C. F. · España | 2.ª           | 2017-18       | 0   | 0 | 0  | 0 | — | — | 0   | 0 |
| Córdoba C. F. · España | Total club    | Total club    | 0   | 0 | 0  | 0 | 0 | 0 | 0   | 0 |
| AEK Larnaca Chipre | 1ª            | 2019-20       | 0   | 0 | 0  | 0 | — | — | 0   | 0 |
| AEK Larnaca Chipre | Total club    | Total club    | 0   | 0 | 0  | 0 | 0 | 0 | 0   | 0 |
| Total carrera | Total carrera | Total carrera | 234 | 2 | 14 | 0 | 0 | 0 | 248 | 2 |
| (1) Incluye datos de play-off de ascenso / permanencia. (2) Copa del Rey. (*) S/D hace referencia a que no se disponen de datos necesarios, y las casillas con un guion a que dicho club no participa en ese tipo de competición para la temporada señalada. |               |               |     |   |    |   |   |   |     |   |